# Gameness

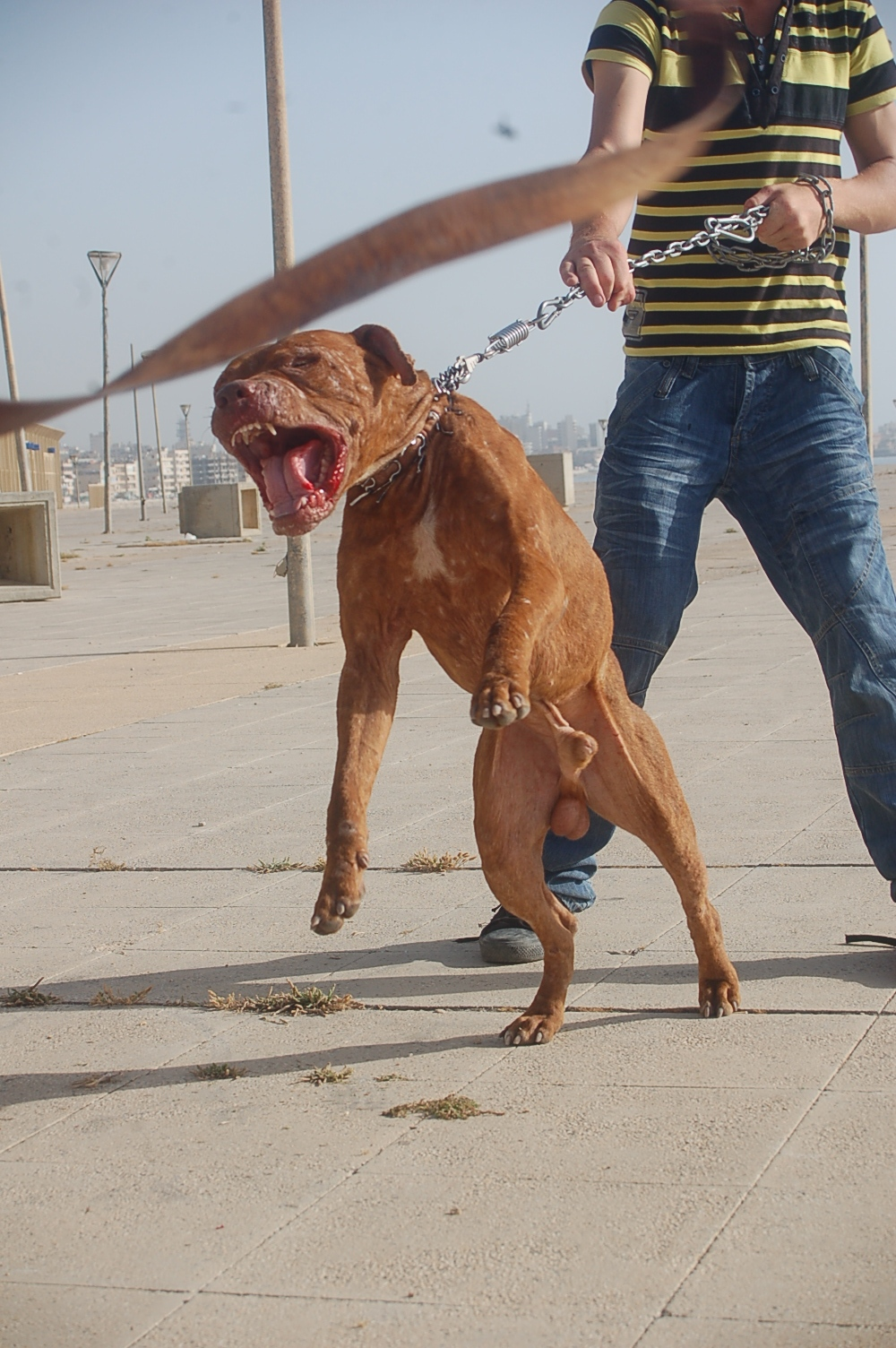
Amerykański pitbulterier

Gameness – utrata instynktu samozachowawczego i niepohamowana wola walki u niektórych ras psów z grupy terierów. Pies posiadający tę cechę, mimo iż jest ciężko ranny i przegrywa, nie waha się nadal walczyć. Osobniki game można jednak spotkać w coraz mniejszej liczbie bezpośrednio z linii walczących.